# ココくん
ココくん（Coco the Monkey）は、多国籍食品メーカーのケロッグが製造する「チョコクリスピー」他のチョコレート味のシリアル食品で日本やヨーロッパ市場において起用されているマスコットである。

## 概要
ココくんの名前やキャラクターデザインは登場時から何度とかの変遷を経ているが、現行のデザインは「青い帽子をかぶってTシャツを着たサル」が基本形とされている。日本では1981年に発売された「ココアクリスピー」が1987年に「チョコクリスピー」へ改称された時にチョコくん（「チョコモンキー」とも）が登場していたが、2004年からヨーロッパの"Coco Pops"で使用されているココくんを1976年発売の日本オリジナル製品でゾウのメルビン（Melvin）が起用されていた「チョコワ」と共に「チョコレート味のシリアル全般でキャラクターを統一する」方針に基づいて新たに起用した。これ以降、日本ケロッグ発売のチョコレート味のシリアル食品は「チョコクリスピー」「チョコワ」および「チョコチェック」（日本市場では販売終了）に「ココくんの〜」を冠するようになったが、このうち「チョコワ」ではココくんの登場時に前任のメルビンと共演するデザインのパッケージが2012年まで採用されており、基本デザインがココくん単独となって以降もビンテージパッケージや復刻パッケージではメルビンが再起用される場合がある。

### チョコくん
ココくんの前任で、日本において1984年から2004年まで20年にわたり「チョコクリスピー」のマスコットとして起用されていたチョコくんは公式サイトの紹介では「ココくんの先輩」とされており、主に鼻のデザインがココくんと異なっている。
登場初期の「チョコモンキー」と呼ばれていた頃のデザインはチョコクリスピー星出身の黄色い宇宙服を着たサルで、前期のテレビCMでは朝食のトーストに飽きてうんざりしている子供の前へUFOに乗って出現し、朝食にチョコクリスピーを薦めたり母星のチョコクリスピー星へ連れて行く展開だった。後期のテレビCMではオレンジ色の帽子をかぶりTシャツにジーンズ、スニーカーを着用したデザインで、CMでは子供と一緒にダンスを踊り「いいチョコだらけ」のキャッチコピーで締めていた。

## 歴史
ココくんはアメリカ合衆国（米国）発祥のキャラクターだが、2022年現在は米国市場で使用されていない。

### 南北アメリカ
1958年に米国で"Cocoa Krispies"が発売された当初は、麦わら帽子をかぶり青いスカーフを首に巻いたホセ（Jose）というサルのキャラクターが描かれていた。しかし、サルにスペイン語の名前を付けたことがメキシコ系アメリカ人の間で不評だったためピンク色のゾウに交代するが、このゾウは米国で短期間しか使われなかった。その後も"Cocoa Krispies"のマスコットは頻繁に変更され、2021年時点ではライスクリスピー（Rice Krispies）と同じピッチー、パッチー、プッチー（英語: Snap, Crackle and Pop）の三兄弟が使用されている。
米国市場では短期間で使われなくなったピンク色のゾウはラテンアメリカで"Choco Krispis"のキャラクターとして親しまれるようになり、名前は特に決められていなかったが1989年からは日本で「チョコワ」のキャラクターに起用された時に名付けられた「メルビン」が使われるようになり、体色やデザインの変更を経て親しまれ続けている。しかし、メキシコでは児童の肥満対策として2019年から砂糖を含む食品のパッケージでのカートゥーン調のキャラクター使用が禁止されたため、同国向けのパッケージにおいてメルビンは姿を消すことになった。

### イギリス
ケロッグは1961年にイギリスで"Cocoa Krispies"を"Coco Pops"の商品名で発売したが、1963年から米国で使われなくなったホセがココ（Coco）と改名してマスコットに起用されて以降、数度のデザイン変更を経て"Coco Pops"のパッケージやアニメーションCMでマスコットキャラクターとして使用され続けている。1970年代のパッケージに描かれたココは衣服を着ておらず、毛深いオランウータンのようなキャラクターであったが1980年代にほぼ現行のものと近いデザインとなった。"Coco Pops"は1999年に米国と同じ"Cocoa Krispies"へ商品名を変更したが、イギリスで長年"Coco Pops"の名称に親しんできた消費者には新名称が浸透せず売上の急減に見舞われたため、電話アンケートを経て1年余りで元の名称へ戻されている。
米国のブラック・ライヴズ・マター運動が起こった2020年には、アフリカ系のルーツを持つ庶民院議員のフィオナ・オナサンヤが"Coco Pops"にサル、"Rice Krispies"に白人の少年をパッケージに用いるのはケロッグの人種的偏見の表れだと非難している。